# Filiberto Rivera
Filiberto Rivera (* 28. September 1982 in Hato Rey, Río Piedras) ist ein puerto-ricanischer Basketballspieler. Nach dem Studium in den Vereinigten Staaten spielte Rivera professionell neben Engagements in seinem Heimatland zunächst insbesondere in Europa. Für sein Heimatland war Rivera Teilnehmer an den Basketball-Weltmeisterschaften 2006 und 2010. Seine Europakarriere startete er 2005 beim deutschen Erstligisten Artland Dragons, mit denen er 2007 Vizemeister wurde und das Pokalfinale erreichte, und spielte neben Engagements in Italien, Griechenland und Israel auch in der BBL-Saison 2008/09 für den Ligakonkurrenten Brose Baskets aus Bamberg. Nachdem er fünf Jahre lang nur in Lateinamerika gespielt hatte, kehrte er zur BBL-Saison 2016/17 nach Deutschland zurück, um für den Erstliga-Aufsteiger Science City Jena zu spielen.

## Karriere
Nachdem er zuvor in der heimatlichen Liga Baloncesto Superior Nacional aktiv gewesen war, begann Rivera 2001 ein Studium in den Vereinigten Staaten. Dabei studierte er zunächst am Southeastern Community College in Iowa. An diesem Junior College war er für das Hochschulteam Blackhawks in der National Junior College Athletic Association aktiv, mit denen er 2003 die landesweite Meisterschaft der Division I gewann. Nach zwei Jahren wechselte er an die University of Texas at El Paso und spielte bei den Miners in der Conference USA der NCAA. Die Miners sind historisch betrachtet ein wichtiges Team der NCAA, da sie 1966 ihre einzige NCAA Division I Basketball Championship während einer Hochphase des Civil Rights Movement erstmals mit einer Starting Five errangen, die nur aus farbigen Spielern bestand. Mit den Miners konnte sich Rivera jeweils für die landesweite Endrunde qualifizieren, wo man aber in der ersten Runde ausschied. Trotz seiner nur zweijährigen Collegekarriere bei den Miners rangiert Rivera an vierter Stelle bei Assists in der ewigen Bestenliste der Miners und hat die meisten Vorlagen pro Spiel und in einem Spiel erzielt.
2005 wechselte er nach Studienende zu den Artland Dragons in die deutsche Basketball-Bundesliga. Mit dieser Mannschaft konnte er sich 2006 und 2007 jeweils für die Play-offs um die Deutsche Meisterschaft qualifizieren. 2006 noch in der ersten Runde ausgeschieden, schlug man 2007 den Hauptrundenersten Alba Berlin und zog bis ins Finale ein, wo man den Brose Baskets unterlag. Auch im deutschen Pokalwettbewerb wurde man Vize nach der Finalniederlage gegen RheinEnergie Köln, nachdem man im Jahr zuvor im Halbfinale ausgeschieden war. In der folgenden Saison 2007/08 spielte Rivera bis Dezember im italienischen Neapel und danach in der griechischen A1 Ethniki bei AEK in Athen. 2008 kehrte er in die deutsche BBL zurück und spielte bei den Brose Baskets. Nachdem man nur knapp die Play-offs erreicht hatte, schied man in Halbfinalserie gegen den späteren Meister EWE Baskets Oldenburg aus. Rivera, der auch während seines Studiums zunächst in den Sommermonaten in der heimatlichen Liga BSN aktiv gewesen war, spielte in der Folge zunächst nur in der BSN. In der Saison 2010/11 war er wieder in Übersee in der israelischen Ligat ha’Al aktiv. 2016 wechselte er erneut nach Deutschland, diesmal zum Aufsteiger Science City Jena, wo sein Vertrag jedoch bereits nach wenigen Monaten aufgelöst wurde.

## Nationalmannschaft
Nachdem Rivera zuvor in den Jugend- und Juniorenauswahlteams seines Heimatlandes gespielt hatte, war er seit 2004 für die Nationalmannschaft der Herren in verschiedenen Wettbewerben aktiv, wobei er bei Olympia 2004 noch nicht dem Kader Puerto Ricos angehörte und auch später mangels sportlicher Qualifikation der Nationalmannschaft an Olympischen Spielen nicht teilnahm. Bei den Basketball-Weltmeisterschaften 2006 und 2010 schied die Auswahl zweimal knapp in der ersten Gruppenphase aus, da man im Dreiervergleich jeweils China den Vortritt lassen musste, obwohl man diese im direkten Vergleich jeweils besiegt hatte. Bei den FIBA Amerikameisterschaften gewann Rivera 2007 in den USA mit Puerto Rico die Bronzemedaille und 2009 im Heimatland die Silbermedaille.